# Juh
A juh vagy birka (Ovis aries vagy Ovis gmelini aries) az emlősök (Mammalia) osztályának párosujjú patások (Artiodactyla) rendjébe, ezen belül a tülkösszarvúak (Bovidae) családjába és a kecskeformák (Caprinae) alcsaládjába tartozó faj, amelyet korábban a muflon (Ovis gmelini) egyik alfajaként tartották számon; egyes források még mindig annak tekintik.
Az ember által egyik legrégebben háziasított állat, melynek gyapja, teje és húsa is felhasználható. Világszerte valamivel több mint egymilliárdra becsülik az állományát.
A juh általában 10–12 évig él.
A juh kérődző állat és szinte a füvön is megél – ezért lett a gyengébb legelők első számú hasznosítója. Természetes körülmények között is könnyen szaporodik. Amerikába először a spanyolok vitték a 16. században.

## Elnevezései életkor szerint
- szopós bárány: 4–5 kg, 50-60 napos korig szoptatják, majd elválasztják
- választott bárány vagy növendék: 1 éves korig
- toklyó (kos és jerke): 1-2 éves korban
- vemhes anya v. előhasi: a megtermékenyített toklyó
- anyajuh: az első ellés után
- apáca: két évnél idősebb, még nem ellett növendék
- kos, tenyészkos: kifejlett hímivarú juh (féléves korban ivarérett, 3 évesen tenyészérett)
- kereső v. kötényes kos: csendes ivarzás kiszűrése
- ürü: ivartalanított kos

## Háziasítása, története
A magyaroknál a történelem során a ló után a legfontosabb háziállat volt. A magyar racka juh jellegzetesen magyar állatfajta, sehol a világon nem található, csak ott ahol magyarok laknak. Magyarországon az elmúlt ötvenöt év során az őshonos kiskérődzők közül a juh volt az, amely számban, népszerűségben és jövedelmezőségben nagy jelentőséggel bírt.

## Néhány fajtája
- afrikai zsírfarkú juh
- cheviot juh
- cigája
- cikta
- columbia juh
- corriedale juh
- costwold juh
- dorset juh
- északi chevlot juh
- fekete pofájú skót birka
- finn birka juh
- gyimesi racka juh
- hampshire juh
- Jacob juh
- kameruni juh
- karakül juh
- kovásznai sárgafejű berke
- leicester juh
- lincoln juh
- magyar racka juh
- merinó juh
- montadale juh
- panama juh
- rambouillet juh
- romney juh
- shropshire juh
- southdown juh
- suffolk juh
- Swaledale juh
- targhee juh
- texeli juh[18]
- wallisi feketeorrú

## Állomány
A juh tartása a világban széles körben elterjedt fontos mezőgazdasági tevékenység. 2021-ben a juhból több mint 170 országban tartottak, és az éves állomány nagysága meghaladta az 1,2 milliárd egyedet.
A világ legnagyobb juhtartói közé tartozik Kína, India, Ausztrália, Nigéria és Irán. Ezek az országok a 2021-es állományuk alapján az első öt helyen álltak. 2021-ben Kínában volt az éves világ juh állományának a 12%-a.

## Betegségei
Juhoknál a nyári meleg hónapokban, nedves időszakban gyakran előfordul a légynyüvesség, amelyet ha nem kezelnek, akár az állat elhullásához is vezethet.

### Büdös sántaság
Leginkább a kitenyésztett, gyengébb szervezetű fajtáknál elterjedt, például a merinónál. Okozója általában a nyári alom, melyben a trágya úgymond „begyullad”, és így a köröm köze is begyullad. Tünetei a sántítás, a köröm közötti gennyes folt, és a jellegzetes szag.
Kezelése körmöléssel történik. A gennyes felület körül a köröm elválik, ezt a részt addig kell faragni körmölőkéssel, míg az nem ér el olyan felületig, ami egészséges. Ezután fertőtleníteni kell különféle krémekkel, gyógyszerekkel, pl. kékkővel.

### Légy által okozott sérülés, úgynevezett „beköpés”
Ha valamilyen sérülés éri a juh körmét, amely így véres, a légy belepi és rápetézik. Ennek következménye, hogy a köröm bedagad, büdös lesz, és apró nyűvek kelnek ki a köröm közében. Kezelése általában a férgek eltávolításával történik, majd fertőtlenítés szükséges. „Előnye”: néhány gyakolott juhász azt állítja, hogy ha az állatot büdös sántaság közben beköpi a légy, akkor az fertőtleníti a sebet, így az hamarabb begyógyul.

### Varas szájfájás
Tünet: a juhok szája kisebesedik, vérzik, esetleg gennyedzik. 

Kezelés: jódglicerinnel be kell kenni a juhok száját, ez enyhíti a tünetet és segíti a gyógyulást.

## Képek

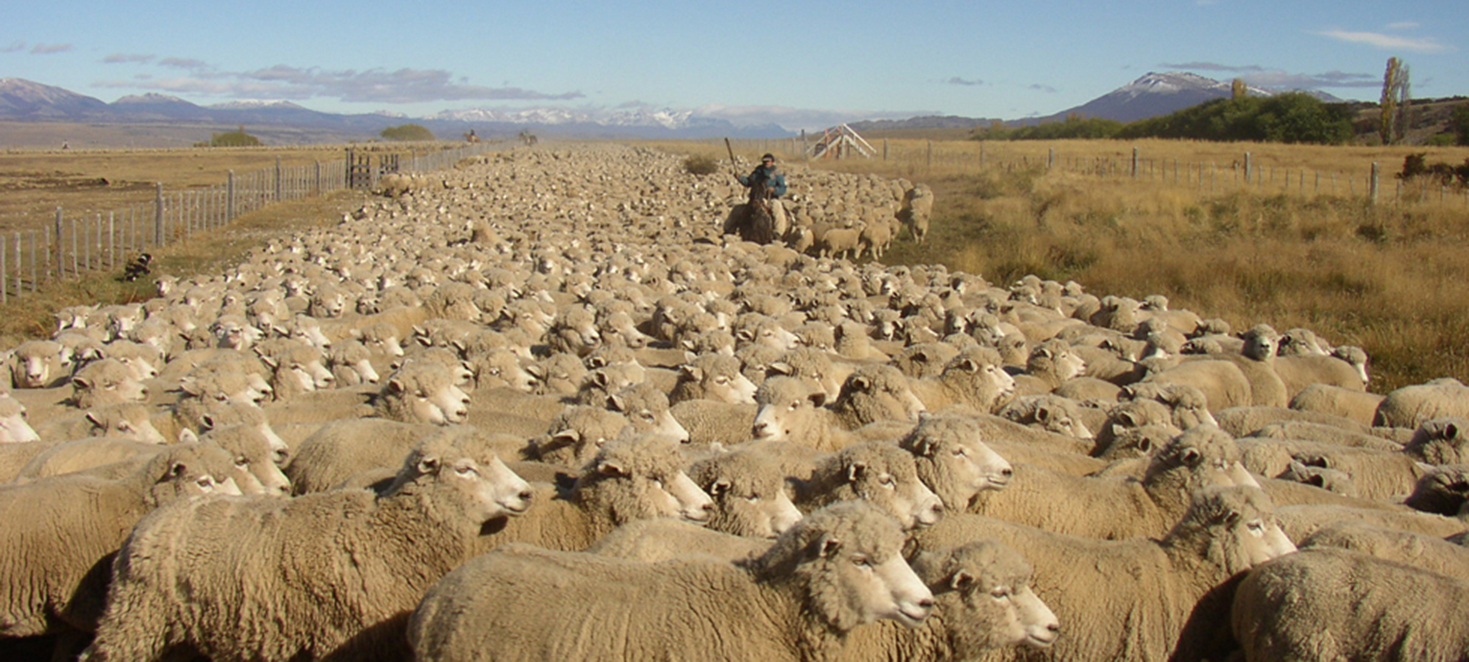
Ovis aries nyáj Argentínában
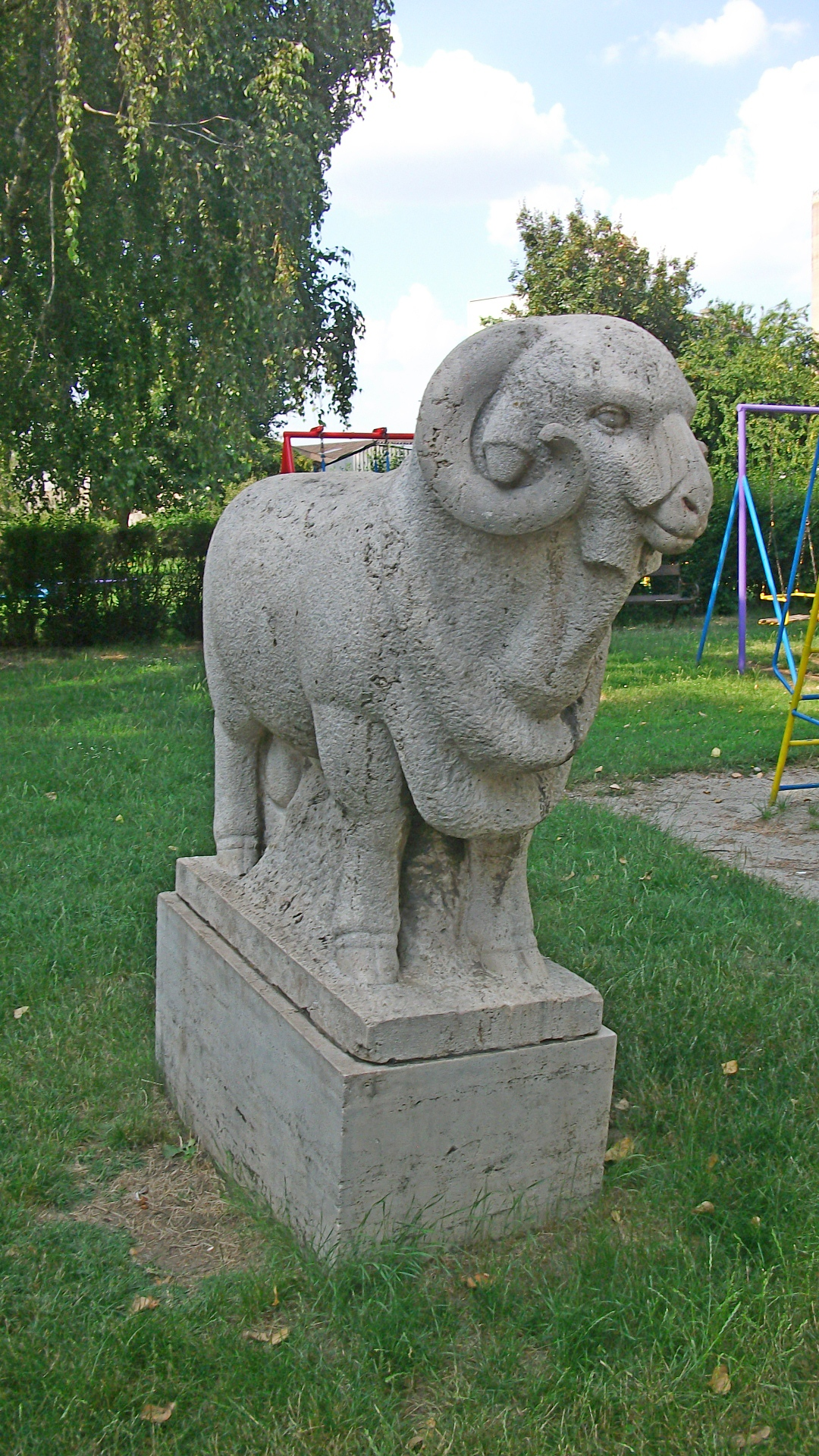
Kost ábrázoló szobor Zichyújfalun
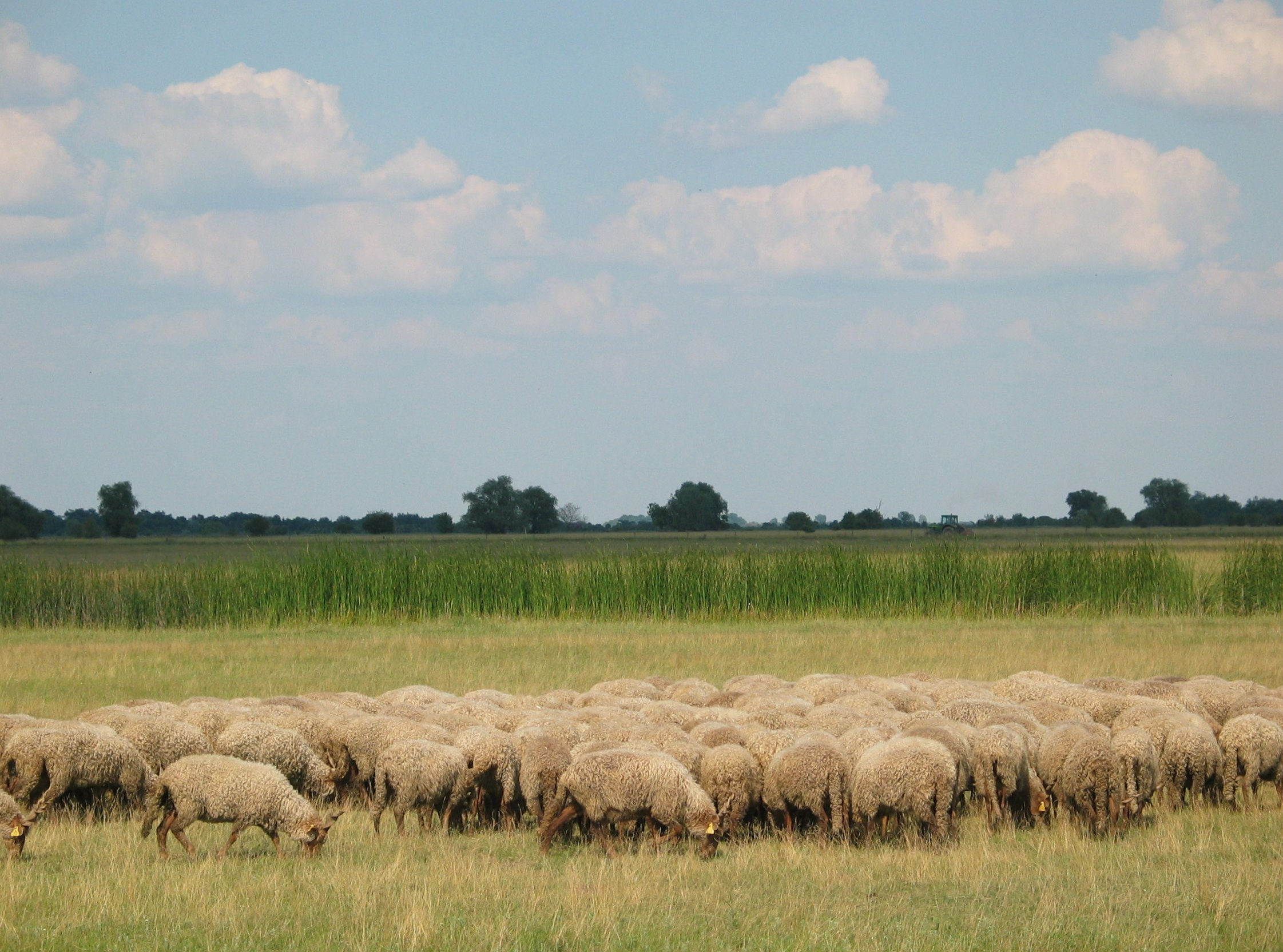
Magyar racka juhnyáj a Hortobágyon
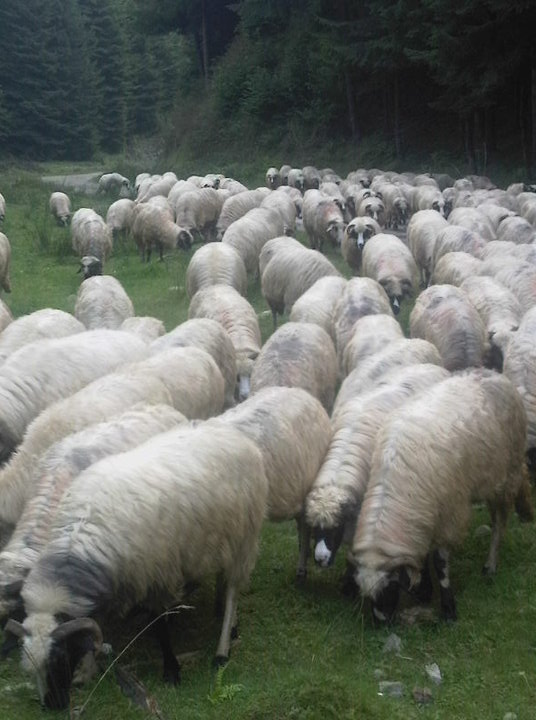
Birkák a Páring-hegységben
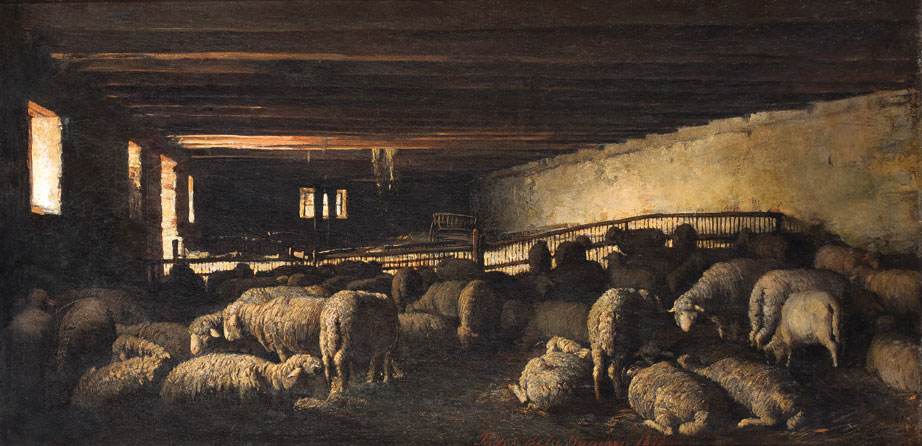
Birka-akol
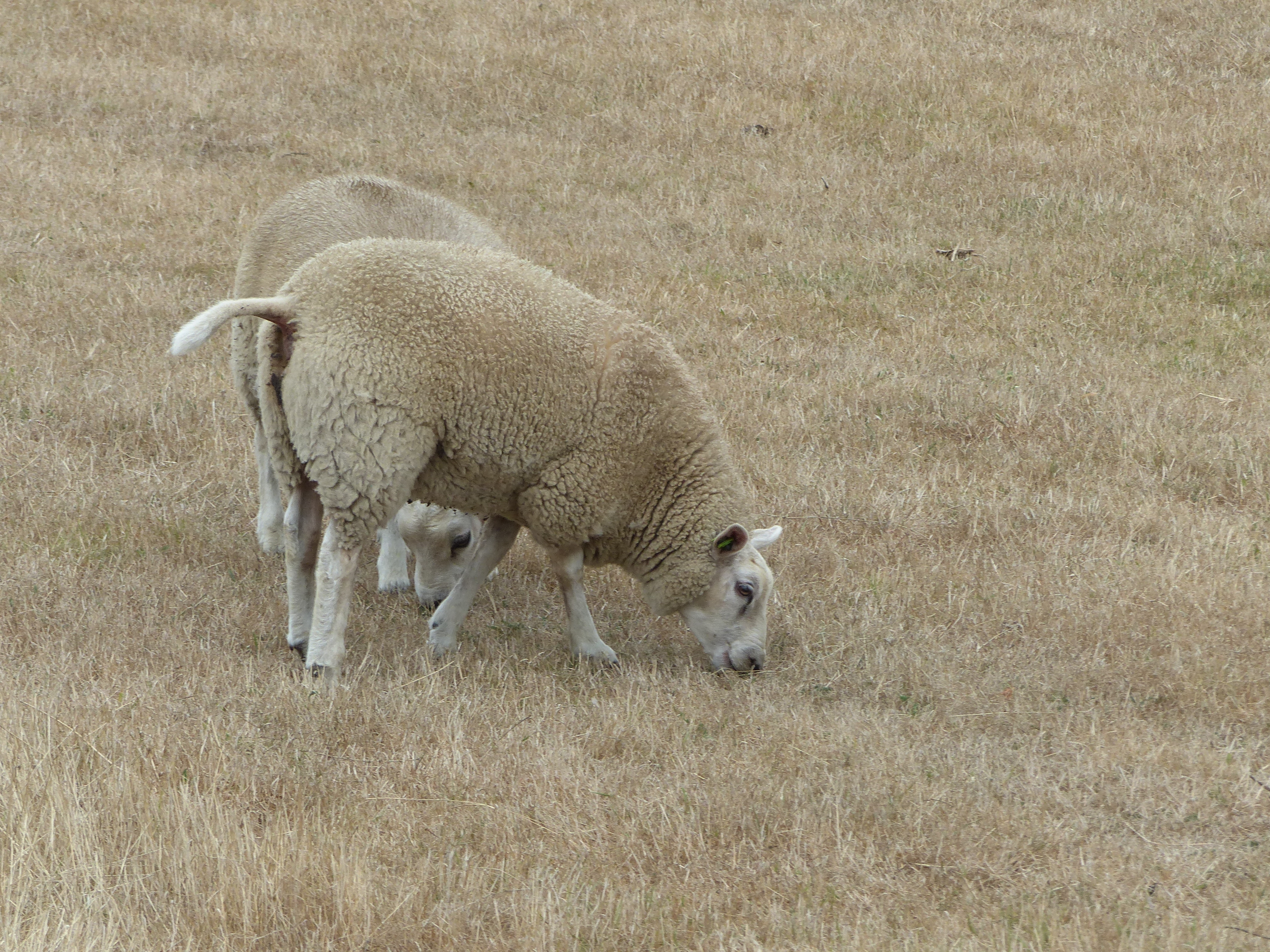
Texeli birka
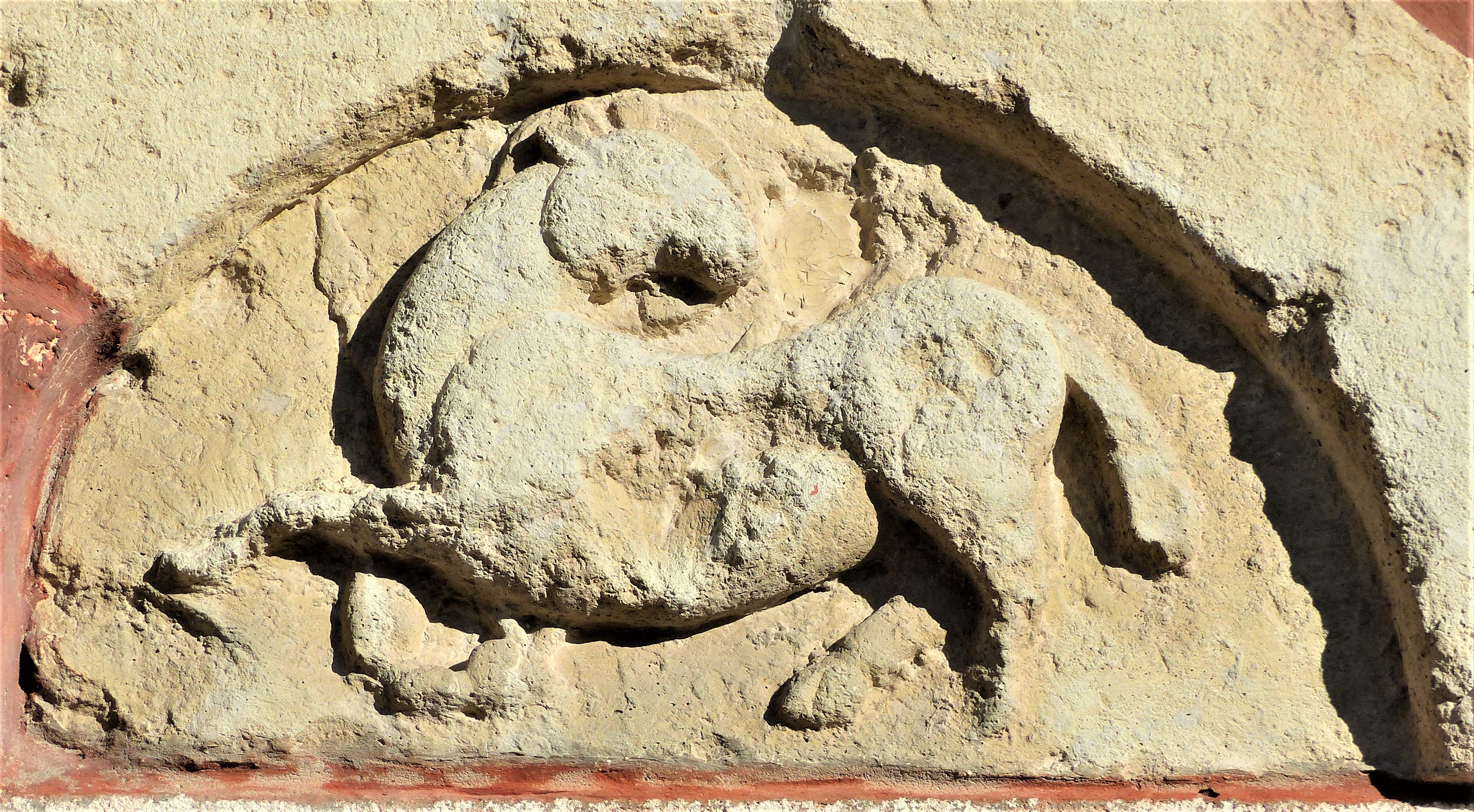
Kőbárány – Szeged